# Banc Loaita

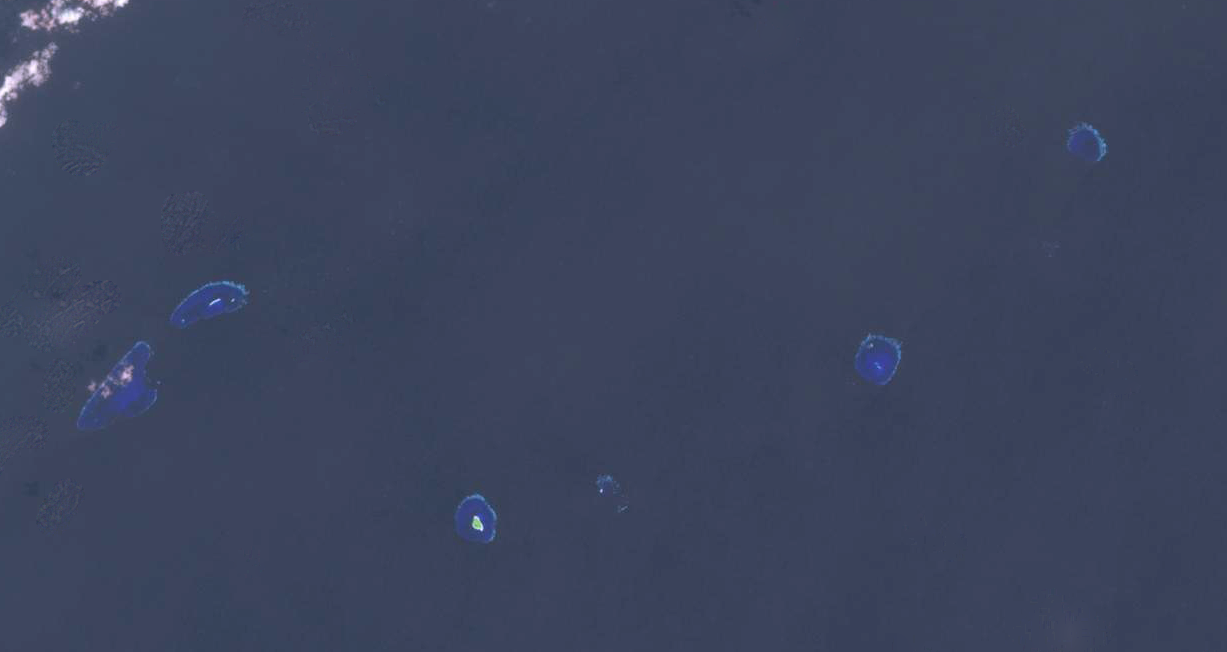
Vue satellite de la partie sud du banc Loaita.

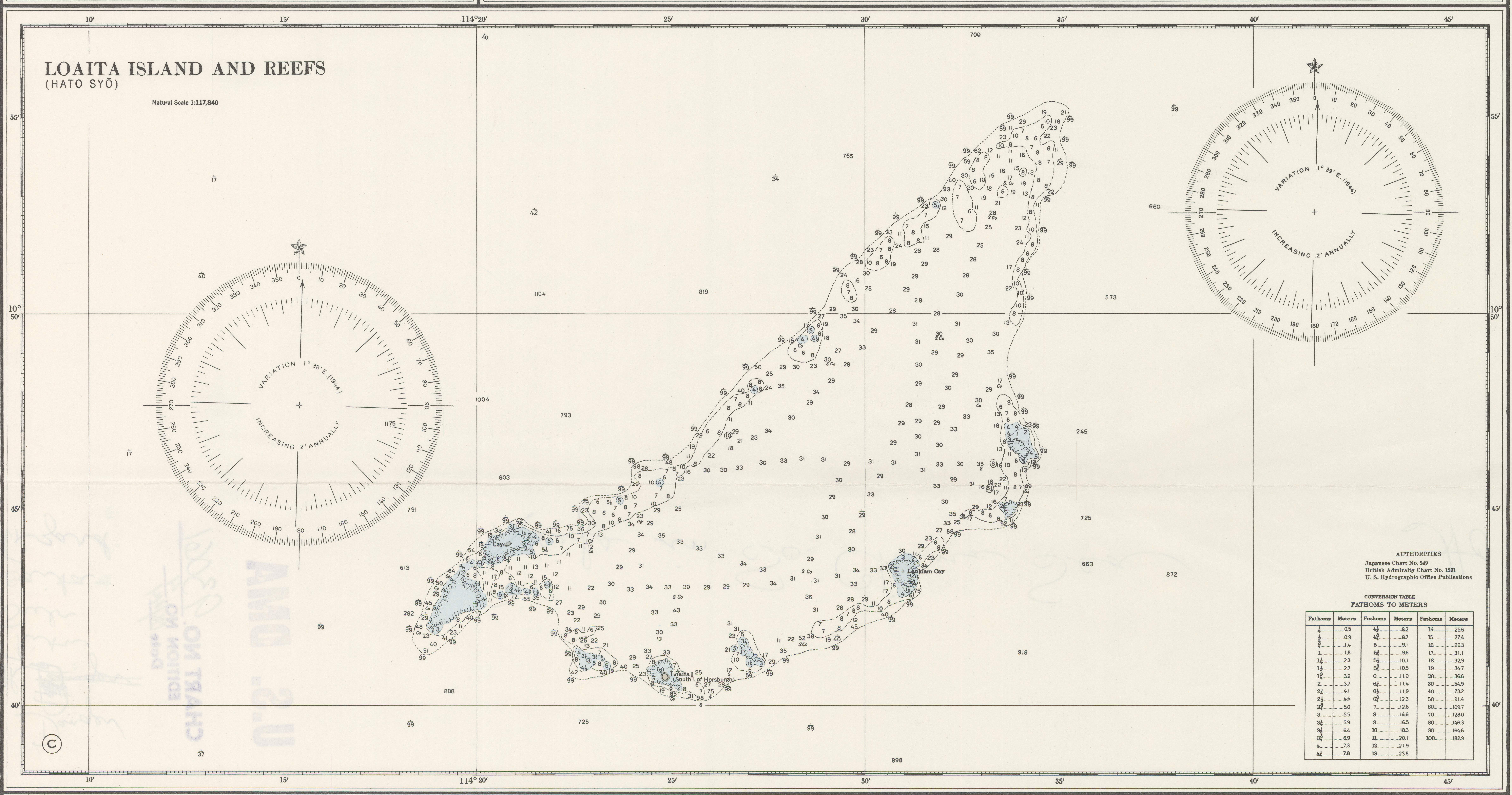
Carte nautique du banc Loaita de 1911.

Le banc Loaita est l'une des formations maritimes importantes des îles Spratleys. Il mesure environ 20 milles marins (37 km) de long sur son axe du nord-est au sud-ouest et s'étend de l'île Loaita au nord-ouest de Dangerous Ground,.
Le banc contient un certain nombre d'éléments maritimes, notamment des hauts-fonds, des récifs, une île, deux cayes de sable et un lagon :
- Île Loaita (10° 41′ N, 114° 25′ E) occupée par les Philippines depuis 1978[3] ;
- Caye Lankiam (10° 43′ N, 114° 32′ E) contrôlée par les Philippines depuis l'île Loaita ;
- Loaita Nan (récif Loaita sud-ouest)[4] ;
- Caye Loaita (10° 43′ 43″ N, 114° 21′ 09″ E) occupée par les Philippines depuis 1978[5] ;
- et de nombreux hauts-fonds et récifs moins bien définis/nommés.

À l'extrémité nord-est du banc se trouve « une crête de terrain insalubre qui est une extension » du banc ; le récif Menzies (11° 09′ N, 114° 48′ E) se trouve à l’extrémité nord-est de cette crête, à l’intérieur de Dangerous Ground.
Il est voisin des récifs Thitu et du récif de Subi au nord-ouest, du récif Irving à l'est, du récif North Danger au nord et des bancs Tizard et Union au sud.